# オリックス本町ビル
オリックス本町ビル（オリックスほんまちびる）は、大阪府大阪市西区西本町にある超高層ビル。

## 概要
旧大阪銀行本店（後の近畿大阪銀行本町営業部旧店舗）跡地に、オリックスグループにより開発され、オリックス大阪本社及びグループの大阪拠点が入居している。
生きた建築ミュージアムフェスティバル大阪に参加している。
28階に展望テラスがある。

## 入居者
- オリックス 大阪本社
  - 関西エアポート 本店（登記）
- 大幸薬品 本社（16階）[3]
- 大和不動産鑑定 本店・大阪本社（11階）[4]
- サンヨーホームズ 本社（8階）[5]

なお、当ビルの住所を所在地（本店）として登記している法人は88法人ある（2023年10月1日時点）。4階にはシステムソフト運営のシェアオフィス「fabbitGG大阪本町」があり、そこに入居・登記上の所在地としている法人も複数ある。

## 受賞等
- CASBEE大阪 Sランク[8][9][10]
- 第13回日本免震構造協会賞作品賞[11]
- 平成23年 照明普及賞優秀施設賞[12]

## 交通アクセス
- 大阪市高速電気軌道(Osaka Metro)四つ橋線・中央線・御堂筋線：本町駅